# Sahiwal (Zebu)

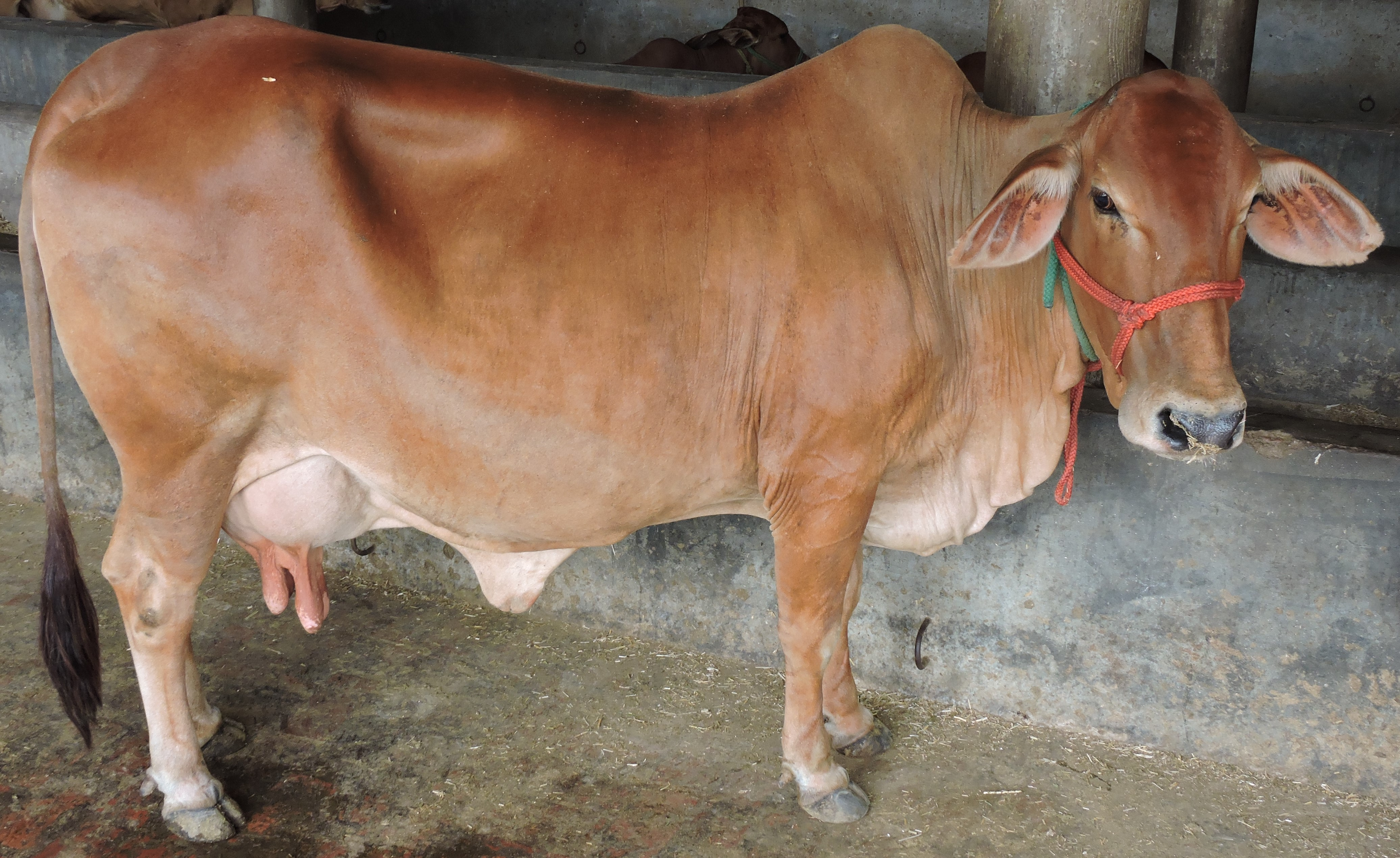
Sahiwal-Kuh

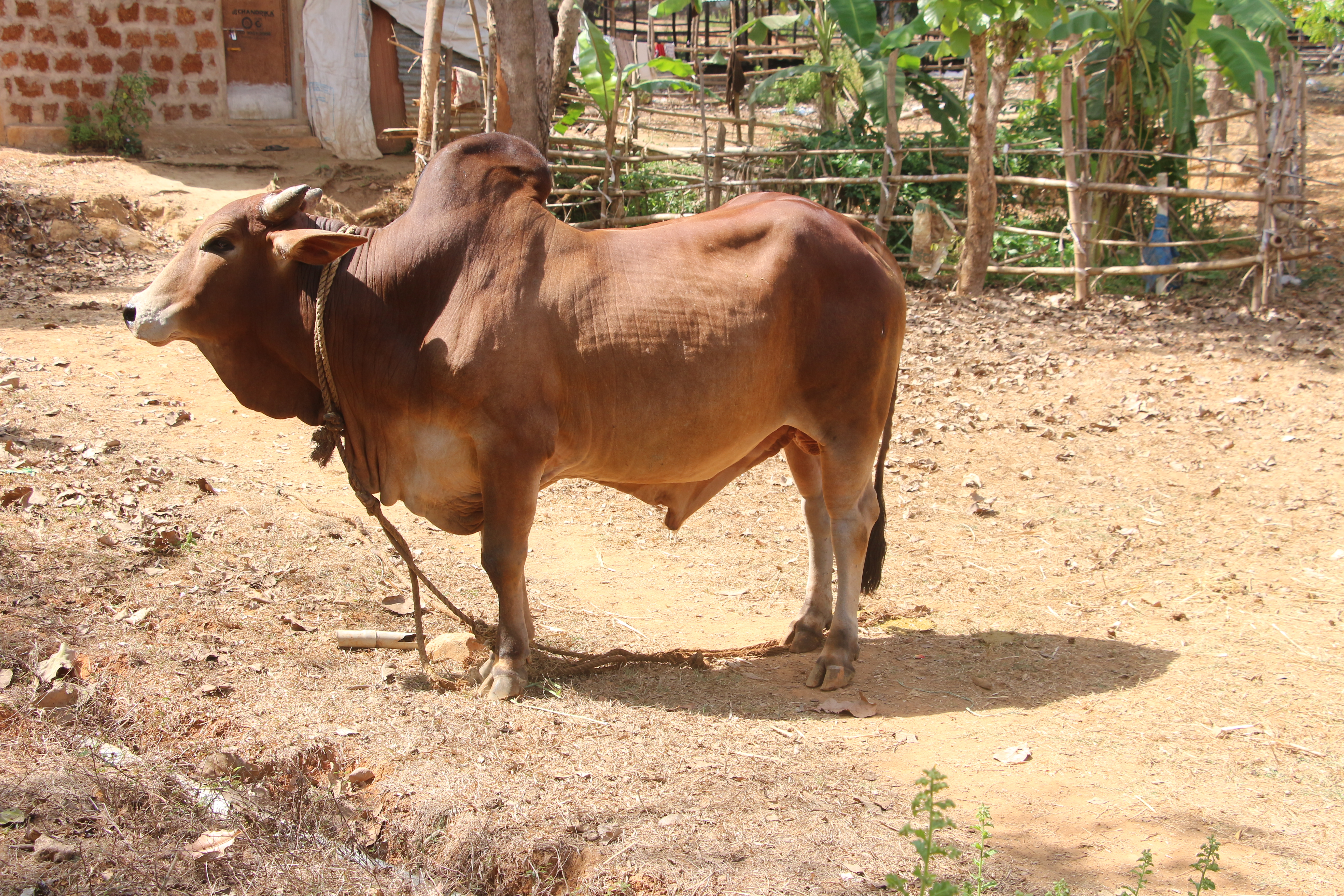
Sahiwal-Bulle

Sahiwal (Panjabi: ਸਾਹੀਵਾਲ / ساہیوال) ist eine Zebu-Rasse aus dem heute pakistanischen Teil des Punjab.

## Beschreibung
Die  Rinderrasse trägt ihren Namen nach ihrer Ursprungsheimat, dem heutigen Distrikt Sahiwal in der pakistanischen Provinz Punjab. Die Rinder werden vor allem als Milchvieh gezüchtet und sind in ihrer Ursprungsregion bekannt für ihre gute Milchleistung. Die Tiere sind von mittlerer Größe. Bullen sind im Mittel 170 cm groß und Kühe 124 cm. Das mittlere Körpergewicht ausgewachsener Tiere beträgt 540 kg (Bullen), bzw. 327 kg (Kühe). Die Fellfarbe variiert meist zwischen Braun und verschiedenen Rottönen. Die Hörner sind kurz und stumpf. Charakteristisch sind häufig lose herabhängende Hautfalten. Das durchschnittliche Alter bei Geburt des ersten Kalbs beträgt 41,7 Monate (Minimum 30 Monate) und das Kalbungsintervall liegt bei 15,6 Monaten (Minimum 13 Monate). Die durchschnittliche Milchleistung beträgt 2325 Liter.
Sahiwal werden semi-intensiv gehalten, in der Regel nicht im Stall untergebracht und weiden meist frei auf nicht umzäunter Weide. Die Milchkühe werden zusätzlich mit Baumwollsamen, Gerste und Ölkuchen gefüttert. Die Kälber werden bis zu 6 Monate beim Muttertier gehalten.
Sahiwal-Rinder sind gut an das trockene Klima ihrer Ursprungsregion angepasst und gelten als hitzetolerant und resistent gegenüber verschiedenen Parasiten. Sie zählen zu den zahlenmäßig am häufigsten gehaltenen Zebus auf dem indischen Subkontinent. Die statistischen Erhebungen zu den Hausrindern in Indien 2011 bzw. Pakistan 2006 zählten 1,09 Millionen bzw. 2,75 Millionen Tiere, womit die Rinderrasse an dritter bzw. erster Stelle in Bezug auf die Anzahl lag.
Aufgrund ihrer für Zebus guten Milchleistung wurden sie in zahlreiche Länder ähnlicher Klimazonen exportiert und dort gehalten. Schon in den frühen 1930er Jahren wurden sie in die damaligen britischen Kolonien Kenia und Tanganyika exportiert. Seit den 1950ern werden Sahiwal auch in Australien gehalten.
Da die Zahl der Sahiwal-Rinder kontinuierlich im Rückgang begriffen war, initiierte die Bundesstaatsregierung des indischen Punjab im Jahr 2016 im Zeichen der indienweiten Rashtriya Gokul Mission (Aktion zur Bewahrung einheimischer Haustierrassen) ein Programm, mit dem die Haltung und Zucht dieser Tiere gefördert werden soll.